# Фелеки Ширвани
Абу-л-Низам Мухаммад Фелеки Ширвани — персидский поэт из Ширвана, который жил в первой половине XII века. А. К. Бакиханов называл его одним из ученейших людей Персии.

## Жизнь и творчество
Родился 1108 году в Шемахе — столице государства Ширваншахов. Учился в медресе своего родного города, получил для своего времени хорошее образование, изучал теологию и арабскую филологию. Умер в 1146 году предположительно при ширваншахе Минучихрe II, правившего с 1122 по 1161 год. Иная предлагаемая дата смерти 1181—1182 годы, вероятно слишком поздняя, так как элегия Хагани Ширвани указывает, что он умер в молодом возрасте. В том же произведении Хагани некоторые исследователи обнаруживают доказательства о том, что Фалаки был профессиональным астрономом, чем, возможно, следует объяснить его прозвище «Фалаки» (то есть «небесный»). Не исключается, однако, что это лишь игра слов поэта. Из собственных произведений Фалаки явствует, что он на некоторое время был заключен в крепости Шабаран, но позже был помилован и освобожден Минучихрем. Довольно небольшой сборник стихов Фалаки был составлен Хади Хасаном, который, главным образом, базируется на мюнхенской рукописи. Последний опубликовал также ранее неизвестные стихи из мадраской рукописи. Среди прочего, он включает также элегию, посвященную Минучихру и его супруге Тамаре и написанную в связи со смертью брата Тамары, грузинского царя Деметре I в 1155 году.